# Шоккарагай (Костанайская область)
Шоккарагай (каз. Шоққарағай) — село в Костанайском районе Костанайской области Казахстана. Входит в состав Октябрьского сельского округа. Находится примерно в 31 км к востоку от центра города Костаная. Код КАТО — 395465600.

## Население
В 1999 году население села составляло 238 человек (108 мужчин и 130 женщин). По данным переписи 2009 года, в селе проживал 171 человек (83 мужчины и 88 женщин).